# Championnat des Amériques féminin de basket-ball 1995
Navigation
Édition précédente Édition suivante
Le Championnat des Amériques de basket-ball féminin 1995 se déroule du 22 juin au 29 juin 1995 à Hamilton.

## Compétition

### Premier tour
| Groupe B |            |     |   |   |   |     |     |      |
|          | Équipe     | Pts | J | G | P | PP  | PC  | Diff |
| 1        | Cuba       | 8   | 4 | 4 | 0 | 383 | 228 | +155 |
| 2        | Canada     | 7   | 4 | 3 | 1 | 353 | 213 | +140 |
| 3        | Porto Rico | 6   | 4 | 2 | 2 | 229 | 303 | -74  |
| 4        | Argentine  | 5   | 4 | 1 | 3 | 214 | 307 | -93  |
| 5        | Chili      | 4   | 4 | 0 | 4 | 209 | 337 | -128 |

### Tour final
|  | Tour final | Tour final |      |    | 1er place | 1er place |
|  | Tour final | Tour final |      |    | 1er place | 1er place |
|  |            |            |      |    |           |           |
|  | 16 mai     | 16 mai     |      |    | 17 mai    | 17 mai    |
|  | 16 mai     | 16 mai     |      |    | 17 mai    | 17 mai    |
|  | Cuba       | 90         |      |    | 17 mai    | 17 mai    |
|  | Cuba       | 90         |      |    | 17 mai    | 17 mai    |
|  | Argentine  | 32         |      |    | 17 mai    | 17 mai    |
|  | Argentine  | 32         | Cuba | 73 |           |           |
|  | 16 mai     |            | Cuba | 73 |           |           |
|  |            | Canada     | 80   |    |           |           |
|  | Canada     | Canada     | 80   | 70 |           |           |
|  | Canada     |            |      | 70 |           |           |
|  | Porto Rico | 41         |      |    |           |           |
|  | Porto Rico | 41         |      |    |           |           |

## Classement final
Les deux premières nations sont qualifiées pour les Jeux olympiques d'Atlanta.
| Place              | Équipe     | Bilan |
| ------------------ | ---------- | ----- |
| Médaille d'or      | Canada     | 5-1   |
| Médaille d'argent  | Cuba       | 5-1   |
| Médaille de bronze | Porto Rico | 2-3   |
| 4                  | Argentine  | 1-4   |
| 5                  | Chili      | 0-4   |